# Toni Casares
Toni Casares (Barcelona, 1965) és director de la Sala Beckett/Obrador Internacional de Dramatúrgia. Va ser membre fundador de l'Aula de Teatre de la Universitat Autònoma de Barcelona, on dirigí diverses obres com ara Descripció d'un paisatge de Josep Maria Benet i Jornet (1996) o El Cid de Pierre Corneille (2001), i coordinador general del Centre Dramàtic de la Generalitat de Catalunya. Des del 2006 forma part del Consell d'Assessorament Artístic i de Dramatúrgia Catalana Contemporània del TNC, on ha estat director de La Plaça del Diamant adaptada per Benet i Jornet (2007) o El club de les palles d'Albert Espinosa (2004). Des del 2011 és membre del Comitè Executiu del Consell de Cultura de Barcelona. A la Sala Beckett ha pogut dirigir El petit Eiolf de Henrik Ibsen (2011) i més recentment George Kaplan de Frederick Sonntag, coproduïda pel Festival Grec 2013, entre moltes altres.